# Powiat Segedyn
Powiat Segedyn (węg. Szegedi járás) – jeden z siedmiu powiatów komitatu Csongrád na Węgrzech. Siedzibą władz jest miasto Segedyn.

## Miejscowości powiatu Segedyn
- Algyő
- Deszk
- Dóc
- Domaszék
- Kübekháza
- Röszke
- Sándorfalva
- Szatymaz
- Segedyn
- Tiszasziget
- Újszentiván